# Agave striata
Agave striata ist eine Pflanzenart aus der Gattung der Agaven (Agave). Trivialnamen sind „Espadin“, „Espadillo“, „Guapilla“, „Soyata“, „Sotolito Agave“.

## Beschreibung
Agave striata wächst einzeln, bildet einen kurzen Stamm oder formt große, kompakte Gruppen mit Wuchshöhen von 100 bis 200 cm und 200 bis 300 cm Durchmesser. Die hellgrünen bis rötlichen gestreiften, steifen, stark gebogenen, linealischen Blätter sind 25 bis 60 cm lang und 5 bis 10 cm breit. Die Blattränder sind variabel gebogen und fein gezahnt. Der kräftige, graue Enddorn wird 1 bis 5 cm lang.
Der rispige, gerade bis gebogene, verdrehte Blütenstand wird 1,5 bis 2,5 m hoch. Die grünen, gelben, rot bis purpurfarbenen röhrenförmigen Blüten erscheinen in der oberen Hälfte des Blütenstandes an kurzen Verzweigungen und sind 30 bis 40 mm lang.
Die runde bis dreikantige, dunkelbraune dreikammerigen Kapselfrüchte sind 13 bis 18 mm lang und 8 bis 10 mm breit. Die schwarzen, halbmondförmig geformten Samen sind 3 bis 6 mm lang.
Die Chromosomenzahl beträgt 2n = 60.

## Systematik und Verbreitung
Agave striata wächst in Mexiko in den Bundesstaaten Coahuila, Durango, Hidalgo, Nuevo León, Puebla, Querétaro, San Luis Potosí, Tamaulipas und Zacatecas an trockenen, steinigen Hängen, auf Kalkboden in 1000 bis 2100 m Höhe. Sie ist vergesellschaftet mit Yucca potosina und verschiedenen Kakteen-Arten.
Die Erstbeschreibung durch Joseph Gerhard Zuccarini wurde 1833 veröffentlicht. Bereits ein Jahr zuvor erschien ein Preprint. Ein nomenklatorisches Synonym ist Echinoagave striata (Zucc.) A.Vázquez, Rosales & García-Mor. Einige der zahlreichen Synonyme sind Agave recurva Zucc. (1845) und Agave striata var. recurva (Zucc.) Baker (1877).
Es werden folgende Unterarten unterschieden:
- Agave striata subsp. striata
- Agave striata subsp. falcata (Engelm.) Gentry

Agave striata ist ein Vertreter der Gruppe Striatae. Sie ist in Zentral-Mexiko angesiedelt. Charakteristisch sind die dichten, kompakten Gruppen, die jedoch aufgrund des enormen Verbreitungsgebietes variabel in Wuchsform, Blatt- und Blütenstruktur sind. Unterart falcata  unterscheidet sich durch die Blattstruktur. Sie ähnelt der nahen verwandten Agave stricta, die in der Blütenstruktur abweicht.

## Nachweise
- Howard Scott Gentry: Agave striata. In: Agaves of Continental North America. The University of Arizona Press, 1982, S. 242–247.
- J.Thiede: Agave striata. In: Urs Eggli (Hrsg.): Sukkulenten-Lexikon. Einkeimblättrige Pflanzen (Monocotyledonen). Eugen Ulmer, Stuttgart 2001, ISBN 3-8001-3662-7, S. 65–66.